# 上垣外正己
上垣外 正己（かみがいと まさみ、1965年 - ）は、高分子化学者。学位は、工学博士（京都大学・1993年）。名古屋大学教授。

## 略歴
- 1988年3月 京都大学工学部高分子化学科卒業
- 1993年
  - 3月 京都大学大学院工学研究科高分子化学専攻博士後期課程修了
  - 4月 日本学術振興会特別研究員
- 1995年4月 京都大学工学部高分子化学科助手
- 1997年2月 スタンフォード大学化学科客員研究員
- 1999年10月 京都大学大学院工学研究科高分子化学専攻助教授
- 2003年4月 名古屋大学大学院工学研究科応用化学専攻助教授
- 2004年4月 名古屋大学大学院工学研究科応用科学専攻教授

## 活動
高分子の精密設計を可能にする遷移金属錯体触媒を用いたリビングラジカル重合の創始者の１人。ルテニウム錯体を触媒とする画期的な重合系の発見は，1990年代の高分子合成に旋風を巻き起こした。その後のリビングラジカル重合の可能性の拡張にも大きな貢献をし続けている。2004年には岡本佳男教授の後任として名古屋大学教授に就任。

## 受賞歴
- 2001年 アーサー・K・ドーリットル賞(アメリカ化学会)

など